# Eighth Wonder
Eighth Wonder war eine britische Popband der 1980er Jahre. Sängerin der Band war die Schauspielerin Patsy Kensit. Den größten Hit ihrer Karriere landeten Eighth Wonder im Frühjahr 1988, als sie mit dem Song I’m Not Scared internationale Spitzenplatzierungen erreichten.

## Geschichte
Die Band gründete sich 1983 in London noch unter dem Namen Spice. Nach einigen Auftritten wurde der Name in Eighth Wonder (nach dem Rapsong 8th Wonder von The Sugarhill Gang) geändert. 1985 erschien die Debütsingle Stay With Me bei Columbia Records. Die Gruppe war zunächst in Japan und Italien erfolgreich. Mit der Single I’m Not Scared aus dem zweiten Album Fearless hatten sie 1988 ihren größten Erfolg. Der Song wurde von den Pet Shop Boys geschrieben und komponiert. Auch zwei nachfolgende Singles konnten sich noch platzieren. Patsy Kensit verließ 1989 die Band, um sich auf ihre Schauspielkarriere zu konzentrieren.

## Diskografie

### Studioalben
| Jahr | Titel    | Höchstplatzierung, Gesamtwochen, AuszeichnungChartplatzierungen (Jahr, Titel, Platzierungen, Wochen, Auszeichnungen, Anmerkungen) | Höchstplatzierung, Gesamtwochen, AuszeichnungChartplatzierungen (Jahr, Titel, Platzierungen, Wochen, Auszeichnungen, Anmerkungen) | Höchstplatzierung, Gesamtwochen, AuszeichnungChartplatzierungen (Jahr, Titel, Platzierungen, Wochen, Auszeichnungen, Anmerkungen) | Höchstplatzierung, Gesamtwochen, AuszeichnungChartplatzierungen (Jahr, Titel, Platzierungen, Wochen, Auszeichnungen, Anmerkungen) | Höchstplatzierung, Gesamtwochen, AuszeichnungChartplatzierungen (Jahr, Titel, Platzierungen, Wochen, Auszeichnungen, Anmerkungen) | Anmerkungen                         |
| Jahr | Titel    | DE | AT | CH | UK | US | Anmerkungen                         |
| ---- | -------- | --- | --- | --- | --- | --- | ----------------------------------- |
| 1988 | Fearless | DE31 (9 Wo.)DE | — | CH19 (5 Wo.)CH | UK47 (4 Wo.)UK | — | Erstveröffentlichung: 24. Juni 1988 |

Weitere Alben
- 1987: Brilliant Dreams
- 1990: Eighth Wonder: The Best Remixes
- 2014: The Remix Anthology

### Singles
| Jahr | Titel Album                        | Höchstplatzierung, Gesamtwochen, AuszeichnungChartplatzierungen (Jahr, Titel, Album, Platzierungen, Wochen, Auszeichnungen, Anmerkungen) | Höchstplatzierung, Gesamtwochen, AuszeichnungChartplatzierungen (Jahr, Titel, Album, Platzierungen, Wochen, Auszeichnungen, Anmerkungen) | Höchstplatzierung, Gesamtwochen, AuszeichnungChartplatzierungen (Jahr, Titel, Album, Platzierungen, Wochen, Auszeichnungen, Anmerkungen) | Höchstplatzierung, Gesamtwochen, AuszeichnungChartplatzierungen (Jahr, Titel, Album, Platzierungen, Wochen, Auszeichnungen, Anmerkungen) | Höchstplatzierung, Gesamtwochen, AuszeichnungChartplatzierungen (Jahr, Titel, Album, Platzierungen, Wochen, Auszeichnungen, Anmerkungen) | Anmerkungen                          |
| Jahr | Titel Album                        | DE | AT | CH | UK | US | Anmerkungen                          |
| ---- | ---------------------------------- | --- | --- | --- | --- | --- | ------------------------------------ |
| 1985 | Stay With Me Brilliant Dreams      | — | — | — | UK65 (5 Wo.)UK | — | Erstveröffentlichung: Oktober 1985   |
| 1987 | Will You Remember Brilliant Dreams | — | — | — | UK83 (4 Wo.)UK | — | Erstveröffentlichung: Januar 1987    |
| 1988 | I’m Not Scared Fearless            | DE5 (16 Wo.)DE | AT20 (8 Wo.)AT | CH2 (20 Wo.)CH | UK7 (13 Wo.)UK | — | Erstveröffentlichung: Februar 1988   |
| 1988 | Cross My Heart Fearless            | DE17 (12 Wo.)DE | — | CH6 (9 Wo.)CH | UK13 (8 Wo.)UK | US56 (16 Wo.)US | Erstveröffentlichung: Juni 1988      |
| 1988 | Baby Baby Fearless                 | — | — | — | UK65 (3 Wo.)UK | US84 (5 Wo.)US | Erstveröffentlichung: September 1988 |

Weitere Singles
- 1986: Having It All
- 1987: When The Phone Stops Ringing
- 1989: Use Me

## Auszeichnungen für Musikverkäufe
| Platin-Schallplatte - Spanien - 1989: für das Album Fearless |

| Land/RegionAuszeichnungen für Musikverkäufe (Land/Region, Auszeichnungen, Verkäufe, Quellen) | Gold | Platin  | Verkäufe | Quellen       |
| -------------------------------------------------------------------------------------------- | ---- | ------- | -------- | ------------- |
| Spanien (Promusicae)                                                                         | —    | Platin1 | 100.000  | mediafire.com |
| Insgesamt                                                                                    | —    | Platin1 |          |               |